# Avianca

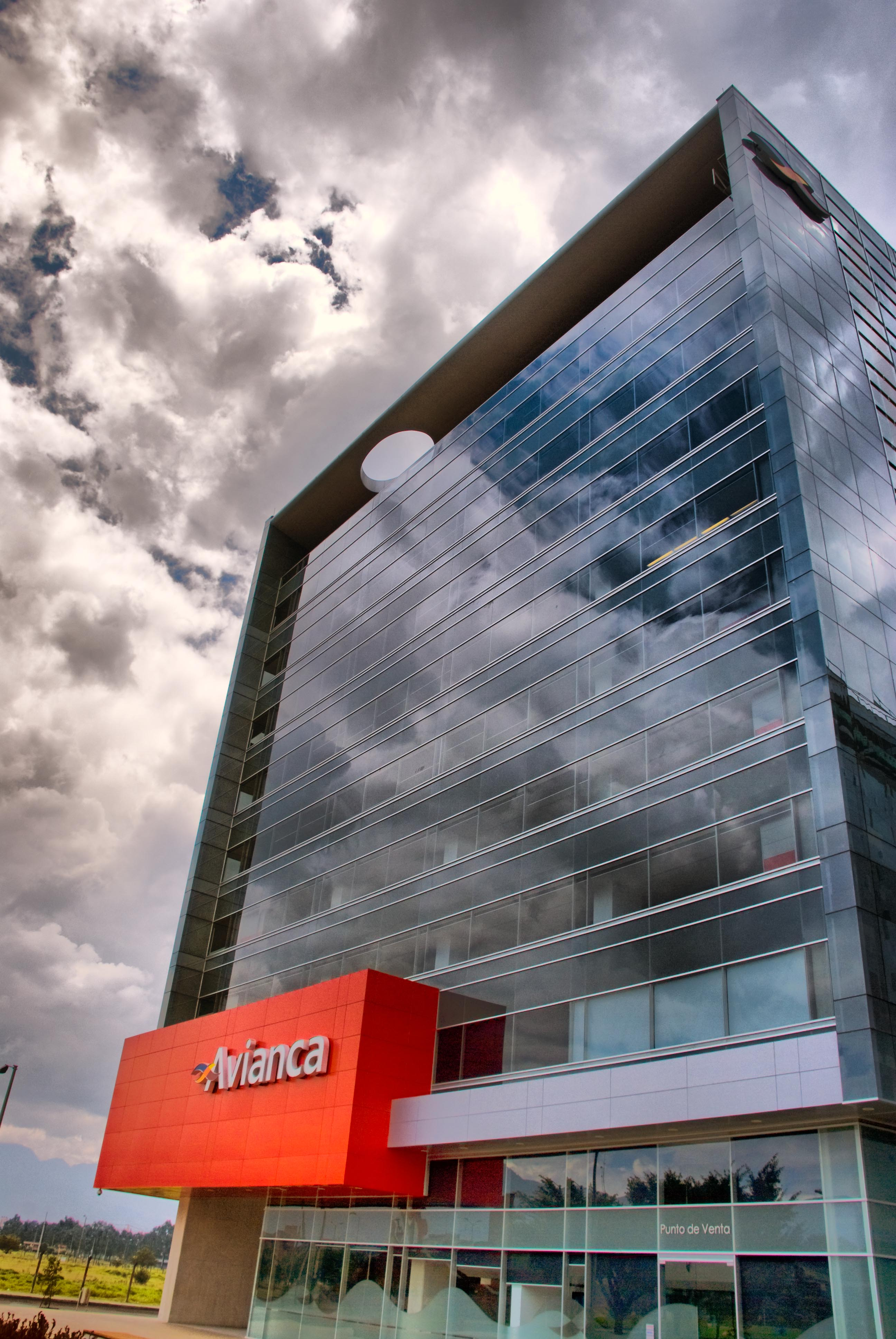
Het hoofdkantoor van Avianca

Avianca is een Colombiaanse luchtvaartmaatschappij. Ze is de grootste luchtvaartmaatschappij van Colombia en de tweede van Zuid-Amerika. Het is een van de oudste luchtvaartmaatschappijen ter wereld.
Op het ogenblik voert Avianca, samen met haar dochtermaatschappij SAM, vanuit haar hub in Bogota een gemiddeld aantal van 290 dagelijkse vluchten uit naar 18 binnenlandse en 19 buitenlandse bestemmingen.
Naast SAM telt Avianca nog drie dochters: OceanAir uit Brazilië, Avianca Ecuador (Avianca Ecuador is voortgevloeid uit Aerogal die in 2012 VIP Ecuador uit Ecuador inlijfde) en Wayra uit Peru.

## Geschiedenis
Avianca werd opgericht op 5 december 1919 in de stad Barranquilla als Sociedad Colombo Alemana de Transporte Aéreo (Scadta), en is daarmee, op de KLM na, de oudste nog bestaande luchtvaartmaatschappij ter wereld. De maatschappij kreeg haar huidige naam op 14 juni 1940 toen Scadta en de Servicio Aéreo Colombiano (Saco) fuseerden tot Aerovías Nacionales de Colombia S.A. (Avianca).
In het begin van de jaren 2000 vroeg Avianca faillissement aan, maar werd toen gered door de Boliviaanse oliemagnaat Efromovich.
Avianca is een onderdeel van Avianca Holding SA. Deze laatste werd in februari 2010 opgericht na een fusie van Avianca en Transportes Aéreos Centroamericanos (Taca). Taca was in 1931 opgericht in Honduras. In mei 2011 kreeg de holding een beursnotering aan de Bolsa de Valores de Colombia en in november 2013 volgde een notering aan de New York Stock Exchange (Ticker symbol: AVH). In 2018 behaalde de holding een omzet van US$ 4,0 miljard en een nettowinst van US$ 1,1 miljoen. Er werden 30,5 miljoen passagiers en 0,5 miljoen ton vracht vervoerd. Het telde bijna 22.000 medewerkers. Op 31 maart 2020 waren de twee grootste aandeelhouders BRW Aviation LLC met 51,5% van de aandelen en Kingsland Holdings Ltd met een belang van 14,5%.
De holding vroeg op 11 mei 2020, als gevolg van de Coronapandemie, uitstel van betaling aan.

## Vloot

### Vlootvernieuwing
Avianca heeft in maart 2007 een order geplaatst voor 12 Boeing 787 Dreamliners. Daarmee is Avianca de eerste Zuid-Amerikaanse klant voor het nieuwe Boeing-vliegtuig. Daarnaast kreeg de Colombiaanse carrier kooprechten voor nog eens 8 Dreamliners 'die nog in optie staan'.
De 787's worden vanaf 2010 aan de vloot toegevoegd. De Dreamliners vervangen bij Avianca de huidige vloot van 767's die momenteel voornamelijk voor de langeafstandsvluchten worden ingezet. Ook zijn er 10 Airbussen A330 en A350 besteld, waarvan er al 7 A330's geleverd zijn en van de A350 nog nul.

### Actieve vloot
De actieve vloot van Avianca bestaat (juli 2016) uit 64 toestellen. Hier volgt een tabel.
| Vliegtuigen      | In vloot | Orders | Motoren                | Passagiers | Passagiers | Passagiers | Lijndiensten                                                                                               | Opmerkingen                              |
| Vliegtuigen      | In vloot | Orders | Motoren                | B          | E          | Totaal     | Lijndiensten                                                                                               | Opmerkingen                              |
| ---------------- | -------- | ------ | ---------------------- | ---------- | ---------- | ---------- | --- | ---------------------------------------- |
| Boeing 787-8     | 7        | 4      | Rolls-Royce Trent 1000 | n.n.b.     | n.n.b.     | 250        | Internationale vluchten van ultralang bereik.                                                              | Eerste aflevering in 2012                |
| Airbus A330-200  | 8        | 0      | Rolls-Royce Trent 700  | 30         | 222        | 252        | Buenos Aires, São Paulo, Miami, New York, Santiago, Caracas, Madrid, Barcelona, Londen                     | Eerste is geleverd op 30 september 2008. |
| Airbus A320-200  | 40       | 0      | CFM56-5                | 12         | 138        | 150        | FortLauderdale, Miami, Mexico, Panama, Oranjestad, Lima, Caracas, Guayaquil, Nationaal                     | Wordt geleverd op 23 februari 2008.      |
| Airbus A319-100  | 15       | 0      | CFM56-5                | 12         | 108        | 120        | New York, Santo Domingo, Orlando, Washington, Mexico, Salvador, Punta Cana, Santiago, Guayaquil, Nationaal | De eerste is geleverd op 20 april 2008.  |
| Airbus A318-100  | 10       | 0      | CFM56-5                | 12         | 88         | 100        | Miami, Panama, Oranjestad, Willemstad, Guayaquil, Valencia (VEN)                                           | Is geleverd op 4 februari 2011.          |
| Avianca Cargo    |          |        |                        |            |            |            | |                                          |
| Airbus A330-200F | 4        | —      | Rolls-Royce Trent 700  | N/A        | N/A        | N/A        | Korte internationale vluchten                                                                              |                                          |
| Totaal           | 97       | 4      |                        |            |            |            | |                                          |

## Ongeval
- Op 25 januari 1990 crashte een Boeing 707 van Avianca in Cove Neck, New York. Avianca-vlucht 52 was op weg van Bogota met een tussenstop in Medellín naar John F. Kennedy International Airport. Bij het ongeval kwamen 65 van de 149 passagiers alsmede 8 van de 9 bemanningsleden om het leven. Snel werd duidelijk dat het ongeval te wijten was aan een brandstoftekort. De weersomstandigheden waren slecht en veel vluchten werden omgeleid. Vlucht 52 werd in een wachtcircuit gezet. Door een fout van de bemanning kon het vliegtuig niet op tijd landen en crashte een paar kilometer van John F. Kennedy International Airport.